# Ondermolen Schagerwaard of Witsmeer
De Ondermolen Schagerwaard of Witsmeer is een voormalige poldermolen in De Schagerwaard, een polder in de Nederlandse gemeente Schagen, in de provincie Noord-Holland. De molen, waarvan alleen een stomp over is, staat in het buitengebied van de Dirkshorn, in de buurtschap Bliekenbos. De molen wordt soms aangeduid als de Oostelijke ondermolen van De Schagerwaard ter onderscheiding van de Westelijke ondermolen van De Schagerwaard die later werd vervangen door een stoomgemaal.
De twee ondermolens werden in 1630 gebouwd om het Witsmeer droog te malen en daarna de polder te bemalen. Het Witsmeer was ooit een belangrijk water voor de visserij, maar in de loop van tijd werd het minder belangrijk. Als het Witsmeer in 1607 publiek verkocht wordt door de schuldeisers van graaf Lamoraal I blijkt het voor de nieuwe kopers te weinig op leveren. Op 10 mei 1630 krijgt men het octrooi voor het droogmaken van het meer. Het meer werd opgedeeld in twee meren, het Oostermeer en het Westermeer. Deze werden gescheiden door de Schagervaart en werden bemalen door twee schepradmolens die uitsloegen op de Raaksmaatboezem.
Beide ondermolens worden halverwege de 19e eeuw vervijzeld. Niet veel later, in 1879 wordt de westelijke ondermolen vervangen door stoomgemaal. De oostelijke ondermolen is dan nog in bedrijf. In 1923 wordt de ondermolen tot op de kapzolder gesloopt. Zo bleef de molenstomp over, die uiteindelijk tot een woning is uitgebouwd. De oorspronkelijke vlucht van de molen was 24,50/25 meter. Het oorspronkelijk scheprad had een schoepbreedte van 48 centimeter bij een diameter van 5,70 meter en de latere vijzel, uit 1864, had een diameter van 2 meter. De molenstomp is een rijksmonument, maar is niet van binnen te bezichtigen.